# Frederica Wilson
Frederica Wilson (Miami, 5 novembre 1942) è una politica statunitense, membro della Camera dei Rappresentanti per lo stato della Florida dal 2011.

## Biografia
In seguito al ritiro del deputato Kendrick Meek, candidatosi alle elezioni per il Senato, la Wilson è stata eletta nel 2010 alla carica di rappresentante dello stato della Florida alla Camera dei Rappresentanti.
Di ideologia progressista, la Wilson è favorevole all'aborto e contraria alla pena di morte e al commercio delle armi. È nota per i cappelli eccentrici che ama indossare; dopo l'elezione ha chiesto allo Speaker John Boehner di abolire la norma che vieta di portare cappelli all'interno della Camera, in vigore dal 1837.